# REG1B
REG1B‏ (Regenerating family member 1 beta) هوَ بروتين يُشَفر بواسطة جين REG1B في الإنسان.